# تب منقوط کوه‌های راکی
تب منقوط کوه‌های راکی (انگلیسی: Rocky Mountain spotted fever) یک بیماری باکتریایی است، که از طریق کنه‌ها منتقل می‌شود. این بیماری با تب و سردرد آغاز می‌شود و چند روز بعد راش (ضایعات پوستی) اضافه می‌شوند. این راش‌ها از نقاط کوچک خونریزی‌دهنده تشکیل می‌شوند و در ابتدا روی مچ دست و مچ پا ظاهر می‌شوند. دیگر علائم شامل تب، تهوع، استفراغ، سردرد، درد ماهیچه، درد شکم و التهاب ملتحمه هستند.
تب منقوط کوه‌های راکی عفونتی است که توسط یک باکتری به نام ریکتزیا پرووازکی ایجاد می‌شود. جهت درمان این بیماری می‌توان از آنتی‌بیوتیک داکسی‌سایکلین استفاده کرد. این بیماری اگر درمان نشود می‌تواند کشنده باشد. ابتدا کلیه‌ها را از کار می‌اندازد و سپس مغز متورم می‌شود و در نهایت منجر به مرگ می‌شود.